# Eisen(II)-bromid
Eisen(II)-bromid ist eine chemische Verbindung des Eisens und zählt zu den Bromiden.

## Gewinnung und Darstellung
Eisen(II)-bromid kann durch Zersetzung von Eisen(III)-bromid bei Temperaturen > 200 °C gewonnen werden (es tritt daher auch bei der Synthese von FeBr3 aus den Elementen als Zwischen- und Nebenprodukt auf).
{\displaystyle \mathrm {2\ FeBr_{3}\longrightarrow 2\ FeBr_{2}+Br_{2}} }
Weiterhin kann Eisen(II)-bromid aus Eisen und Ammoniumbromid dargestellt werden (Carl Löwig 1829). 
{\displaystyle \mathrm {2\ NH_{4}Br+Fe\longrightarrow FeBr_{2}+NH_{3}+H_{2}} }
Auch die Darstellung durch Umsetzung von Eisen mit Bromwasserstoff ist möglich. Bei Verwendung von Bromwasserstoffsäure entsteht bei Trocknung der entstandenen Lösung im Vakuum unter 49 °C das Hexahydrat. Oberhalb dieser Temperatur entsteht das Tetra-, ab 83 °C das Dihydrat.
{\displaystyle \mathrm {Fe+2\ HBr\longrightarrow FeBr_{2}+H_{2}} }
{\displaystyle \mathrm {Fe+2\ HBr+6\ H_{2}O\longrightarrow FeBr_{2}\cdot 6H_{2}O+H_{2}} }
Wird die Synthese jedoch unter einer Stickstoffatmosphäre in Methanol durchgeführt, so lässt sich mit konzentrierter wässriger Bromwasserstoffsäure das Hexamethanol-Solvat herstellen und isolieren, welches dann thermisch zum wasserfreien Bromid zersetzt wird:
{\displaystyle {\ce {Fe + 2 HBr ->[MeOH][] FeBr2 * 6 MeOH + H2}}}
{\displaystyle {\ce {FeBr2 * 6 MeOH ->[T][] FeBr2 + 6 MeOH}}}

## Eigenschaften
Eisen(II)-bromid ist ein lichtgelber bis dunkelbrauner, kristalliner, hygroskopischer Feststoff. Er besitzt eine Cadmiumiodid-Typ-Kristallstruktur mit der Raumgruppe P3m1 (Raumgruppen-Nr. 164) mit den Gitterkonstanten a = 377,6 pm und c = 622,7 pm. Das Hexahydrat liegt in Form von blassgrünen, rhombischen, nicht zerfließlichen Tafeln vor.